# الجفاف في أمريكا الشمالية في عامي 2012 – 2013
يُعتبر الجفاف في أمريكا الشمالية في عامي 2012 – 2013 (بالإنجليزية: 2012–13 North American drought)‏ توسعًا لظاهرة الجفاف التي حدثت في جنوب الولايات المتحدة بين عامي 2010 – 2013، إذ جاء الجفاف في خِضم موجة حرارة مرتفعة قياسية. وقد تسبب انخفاض معدلات تساقط الثلوج في الشتاء، مقترنًا بحرارة الصيف الشديدة الناتجة عن ظاهرة النينا، في انتقال الظروف الشبيهة بالجفاف من جنوب الولايات المتحدة إلى شمالها، ما ألحق فسادًا بالمحاصيل وبإمدادات المياه. وقد تسبب الجفاف أيضًا في إحداث عواقب اقتصادية كبيرة للدول المتضررة. تجاوزت ظاهرة الجفاف هذه، في العديد من المقاييس، الجفاف الذي حدث في أمريكا الشمالية في الفترة ما بين 1988-1989، باعتباره أحدث جفاف مماثل.
أثّر الجفاف على معظم أجزاء الولايات المتحدة وأجزاء من المكسيك ووسط وشرق كندا. في ذروته، في يوليو عام 2012، انتشر الجفاف في ما يقارب 81 في المائة من الولايات المتحدة المتجاورة بنسبة غير عادية من حالات الجفاف (D0). ومن بين نسبة الـ 81% هذه، وُصِفت 64% منها بأنها حالات جفاف معتدل (D1). إذ شمل الجفاف نطاقًا أشبه بموجات الجفاف التي حدثت في ثلاثينيات وخمسينيات القرن العشرين.
استمر الجفاف في أجزاء كبيرة من أمريكا الشمالية حتى عام 2013. بدءًا من مارس 2013، ساهم التحسين في معدلات هطول الأمطار في الغرب الأوسط وجنوب وادي المسيسبي والسهول العظمى، في التخفيف من شدة الجفاف بشكل تدريجي ضمن هذه المناطق، بينما استمرت ظروف الجفاف بالزيادة في غرب الولايات المتحدة. أفضت الأمطار الغزيرة التي هطلت في المناطق التي كانت تعاني من الجفاف في السابق إلى فيضانات واسعة النطاق في أجزاء من الغرب الأوسط، وهي ظاهرة أُطلِقَ عليها اسم «الرماد الجائر». بحلول يونيو 2013، كان نحو النصف الشرقي من الولايات المتحدة خاليًا من مظاهر الجفاف، في حين استمرت الظروف في التحسن تدريجيًا في مختلف مناطق السهول. وما يزال الجفاف المعتدل أو الحاد يؤثر ويتفاقم في جميع أنحاء غرب الولايات المتحدة، إذ تعاني بعض أجزاء الولايات المتحدة من الجفاف على مدى أكثر من ثلاث سنوات. خلال شتاء عامي 2013-2014، استمرت معدلات هطول الأمطار في كاليفورنيا بالانخفاض بشكل غير مسبوق. في العديد من المناطق، كان عام 2013 ميلاديًا الأكثر جفافًا منذ أكثر من 130 عامًا. وقد تلقت بعض المناطق أقل من نصف كميات الأمطار التي كانت عليها في السابق.

## آثار الجفاف

### في الولايات المتحدة
أدّى الجفاف لخسائر بنسبة تفوق 35 مليار دولار في الغرب الأوسط، وربما ساهم أيضًا في انخفاض النتاج المحلي الإجمالي بنسبة 0.5% إلى 1% من الولايات المتحدة، وهو ما يعادل خسارة تتراوح بين 75 إلى 150 مليار دولار.
وقد لوحظ أن المحاصيل، ولاسيما السلالات المزروعة في أكثر المناطق تضررًا (مثل الذرة وفول الصويا)، قد بدأت تضعف وتذبل إلى حد كبير في عام 2012 بسبب ظروف الجفاف التي تشهدها المناطق الزراعية. أدّت هذه الزيادة في التكاليف إلى ارتفاع سلسلة التغذية، وارتفاع أسعار اللحوم والألبان والمنتجات الغذائية المُجهزة. وارتفعت أيضًا أسعار المواد الغذائية نتيجةَ لنقص العرض الناجم عن ذلك. ومن ناحية أخرى، انخفضت أسعار المعدات الزراعية، إذ اضُّطر المزارعون إلى بيع معداتهم وآلياتهم بسبب انخفاض الدخل.
انخفضت أجزاء من مستويات مياه المسيسبي، ما أثر على التجارة والتبادل التجاري. أعلنت 1692 مقاطعة عبر 36 ولاية في الولايات المتحدة بشكل قانوني عن مناطق كوارث طبيعية أولية في أغسطس 2012 حيث غطّى الجفاف أكثر من 62% من الولايات المتحدة المتجاورة. وعُيّنت المئات من المقاطعات الإضافية التي تقع على حدود مناطق الكوارث الأولية على أنها مناطق كوارث «متجاورة»، وهي بحاجة للحصول على مساعدة من الاتحاد.
انخفضت أعداد الماشية في الولايات المتحدة إلى أدنى مستوى لها منذ 60 عامًا بسبب الآثار التي خلّفها الجفاف، إذ توجد 69% من الماشية في المناطق التي تشهد ظروف الجفاف.

### في كندا
أثّر الجفاف على كندا بشكل رئيسي في الشرق في مقاطعات أونتاريو وكيبيك والمحيط الأطلسي، إذ سُجلّت معدلات حرارة عالية وكميات هطول قليلة جدًا. وقد تأثرت بذلك أيضًا المحاصيل الصيفية في هذه المناطق، ومن المتوقع أن تزداد أسعار المنتجات، خاصةّ الذرة وفول الصويا.